# Andrea Fortunato
Andrea Fortunato (* 26. Juli 1971 in Salerno; † 25. April 1995 in Perugia) war ein italienischer Fußballspieler.

## Leben
Zu Beginn der 1990er Jahre war Fortunato eine der größten Hoffnungen im italienischen Fußball, er begann seine Profikarriere in der Saison 1989/90 bei Como Calcio in der Serie B. Seine Mannschaft stieg am Ende dieser Spielzeit in die Serie C ab und Fortunato wurde in der folgenden Saison zum Stammspieler. Durch gute Leistungen zog er das Interesse größerer Klubs auf sich.
Im Sommer 1991 wechselte er zum CFC Genua, von dem er zuerst für ein Jahr zu Pisa Calcio in die Serie B ausgeliehen wurde und dann in der Saison 1992/93 in der Serie A debütierte. Nach seiner ersten Spielzeit in Genua wurde er im Sommer 1993 von Juventus Turin verpflichtet, wo er auf Anhieb zum Stammspieler in der Serie A wurde.
Am 22. September 1993 hatte er unter Arrigo Sacchi beim Spiel in Tallinn gegen Estland seinen einzigen Einsatz in der Nationalmannschaft.
Im Mai 1994 wurde bei Andrea Fortunato eine akute Form von Leukämie diagnostiziert. Nach mehreren Operationen schien er den Kampf gegen die Krankheit zu gewinnen. Sein Körper war jedoch in der Folgezeit noch sehr geschwächt und so infizierte sich Fortunato mit einem Virus und starb wenige Tage später, am 25. April 1995, mit nur 23 Jahren an einer Lungenentzündung.
Die italienische Öffentlichkeit, besonders aber seine Familie und seine Teamkollegen von Juventus waren erschüttert. Sein bester Freund, Fabrizio Ravanelli, reiste sofort von einem Treffen der Nationalmannschaft ab. Andrea Fortunato gewann posthum den Scudetto, den seine Mannschaft ihm widmete.
Heute existiert eine Stiftung zur Bekämpfung von Leukämie, die nach ihm benannt ist.

“Non immaginavo quanto può essere meravigliosa anche una semplice passeggiata.”

„Ich konnte mir nicht vorstellen, wie wunderbar auch ein einfacher Spaziergang sein kann.“